# Меню (приток Белой)
Меню, в верховьях Меню (Бугульчан) (баш. Мәнеү, Бөгөлсән) — река в России, протекает по Кугарчинскому району Башкортостана. Длина реки составляет 22 км.
Начинается на восточной окраине липово-кленового леса. Течёт по открытой местности в общем северном направлении через сёла Кадырово, Тюлябаево, Калдарово, Волостновка, Новосапашево. В низовьях пересыхает. Устье реки находится в 904 км по левому берегу реки Белой в селе Валитово.
Основные притоки — Саргай (лв), Ишканак (лв).

## Данные водного реестра
По данным государственного водного реестра России относится к Камскому бассейновому округу, водохозяйственный участок реки — Белая от Юмагузинского гидроузла до города Салавата, без реки Нугуш (от истока до Нугушского гидроузла), речной подбассейн реки — Белая. Речной бассейн реки — Кама.
Код объекта в государственном водном реестре — 10010200412111100017698.